# Vipère au poing (film)
Vipère au poing is een Franse film van Philippe de Broca die werd uitgebracht in 2004.
Het scenario is gebaseerd op de autobiografische gelijknamige roman (1948) van Hervé Bazin.

## Verhaal
1922, op het Franse platteland. Jean Rezeau en zijn broer Ferdinand worden opgevoed door hun grootmoeder, de moeder van hun vader. Wanneer zij overlijdt zien hun ouders zich verplicht terug te keren uit Frans-Indochina. 
Maar de twee broers ontdekken niet alleen dat ze er een jongere broer bij hebben maar vooral dat hun moeder zich gedraagt als een ware tiran. Ze deinst er niet voor terug haar zonen kaal te scheren, ze slecht eten voor te schotelen of een vork in hun hand te ploffen. Algauw hebben Jean en Ferdinand de indruk terecht te zijn gekomen in een heuse nachtmerrie. De bijnaam waarmee ze hun moeder bedenken liegt er niet om: 'Folcoche', of zot smerig wijf. 

## Rolverdeling
- Catherine Frot: Paule Rézeau, 'Folcoche'
- Jacques Villeret: Jacques Rézeau
- Jules Sitruk: Jean Rézeau, 'Brasse-Bouillon', hun zoon
- Cherie Lunghi: Miss Chilton
- Hannah Taylor-Gordon: Fine
- Richard Bremmer: Abbé Traquet
- Sabine Haudepin: tante Thérèse
- William Touil : Ferdinand Rézeau, 'Freddie', hun tweede zoon
- Wojciech Pszoniak: priester Volitza
- Pierre Stévenin : Marcel Rézeau, 'Cropette', hun derde zoon
- Annick Alane: oma Rézeau
- Paul Le Person: vader Létendard
- Alexia Barlier: Kitty
- Amélie Lerma: Henriette
- Dominique Paturel: meneer Pluvignec
- Macha Béranger: mevrouw Pluvignec
- Claude Sitruk: Hervé Bazin
- Denis Podalydès: de verteller